# Битва під Білою Церквою (1651)
Битва під Білою Церквою — битва, що відбулася з 23 по 25 вересня 1651 року біля міста Біла Церква під час Хмельниччини.
В битві військо запорізьких козаків разом з кримськотатарськими союзниками зійшлося з військами Речі Посполитої. Жодна зі сторін не здобула перемогу.
В цій ситуації сили сторін виявлялися приблизно рівними і польська сторона погодилася на примирливий діалог. Через кілька днів переговорів був підписаний Білоцерківський мир.

## Передумови
Після поразки під Берестечком Б. Хмельницький, наздогнавши Іслам-Гірея III на відстані 100 км від Берестечка, разом із ним рушив до Старокостянтинова, на головну трасу Чорного шляху, сподіваючись зупинити тут частину відступаючого кримськотатарського війська, яке під впливом паніки втекло з поля бою. Але воно виявилося небоєздатним, тому вони домовилися, що частину татарського війська хан збере негайно на Синіх Водах на чолі з візиром Сефер-Газі-агою, а про готовність його до походу він повідомить українського гетьмана, надіславши гінців до Паволочі. Звідси до Берестечка Б. Хмельницький відправив полковника І. Лук'янова з наказом І. Богуну забезпечити, а Ф. Джалалію організувати вихід української армії з оточення і зосередження її після реформування в районі Білої Церкви. 
Потім Богдан Хмельницький видав універсали про мобілізацію та про спорудження земляних укріплень під Білою Церквою, керувати спорудження земляних укріплень був призначений полковник Іван Богун. Зокрема, 17 липня 1651 р. Б. Хмельницький у супроводі свого штабу прибув до Білої Церкви і підписав наказ такого змісту:

| «Богдан Хмельницький, гетьман, з Військом Запорізьким. Панам білоцерківському, вінницькому, брацлавському, уманському і паволоцькому полковникам бажаємо від господа бога доброго здоров'я. Повідомляємо в.м.м., що, порадившись з товариством, ми вирішили, не відкладаючи ні на тиждень, ані на два, зараз же бути готовим і разом збиратися. Тому наказуємо, щоб ті полки, що знаходяться поблизу Білої Церкви, до білоцерківського полковника вирушали, а я полки збиратиму зараз же під Корсунем, бо треба нам бути пильними, щоб наші вороги не застали нас у наших домівках. Як тільки одержите цього листа, вдень чи вночі повідомляйте про те, що у вас діється. Ми також, як тільки про що почуємо і дізнаємося, порадившись, повідомлятимемо вас. Тільки вдруге вам наказуємо, щоб ви зараз же збиралися і були готові. Орда також вже напоготові. Маємо в бозі надію, що наші вороги не матимуть успіхів. Затим доручаємо вас богу. Даний з-під Білої Церкви, дня 17 липня 1651 року. Богдан Хмельницький, гетьман, власною рукою». |
| |

З 23 по 25 серпня 1651 року на території села Тростинки, відбулися запеклі бої між козаками і польськими військами  [Архівовано 17 листопада 2015 у Wayback Machine.]. Після цього польські та козацькі війська перемістилися до міста Біла Церква. Почалися бої на білоцерківських укріпленнях, в цих боях не одна сторона не могла взяти гору, давалася в знаки чисельна перевага польського війська яка була досягнута за рахунок великої кількості найманців з-за кордону. Також поляки мали перевагу через велику кількість важкої кінноти до якої входили «крилаті гусари» та «рейтари», але польська армія була нездатна прорвати потужні козацькі укріплення які козаки обороняли з неймовірною запеклістю. Обидві армії стягували до Білої Церкви додаткові війська. На поміч полякам під Білу Церкву йшли війська Януша Радзивілла, однак вони були зупинені раптовим ударом під Фастовом, який очолив особисто Хмельницький. В свою чергу на поміч козакам прийшли кримськотатарські війська. Тактичні бої на козацьких укріпленнях тривали аж до 23 вересня коли поляки зважилися на вирішальний бій.

## Хід битви
23 вересня 1651 р. Миколай Потоцький підійшов до Білої Церкви і побудував своє військо у бойовий порядок для битви. Як він сам повідомляє, військо було побудоване за берестецьким порядком. Правий фланг (авангард) очолив Януш Радзивіл, лівий (ар'єргард) — Мартин Калиновський, а головні сили — Миколай Потоцький. Наблизившись до українського табору, польське військо провело декілька сутичок з татарськими та козацькими загонами, але головні сили української армії з табору для бою не вийшли. Простоявши в бойових порядках до 25 вересня, М. Потоцький вимушений був відмовитися від надії провести битву і отаборився поряд з українським табором. Він зазначає, що останній був розташований у ярах, у зручному для його захисту місці, добре забезпечений озброєнням, мав потужну фортифікацію і більше 100 тис. війська. 
26 вересня відбулася військова рада в польському війську — вирішували, що робити. Становище армії було катастрофічним. На маршрутах руху поляків селяни спалювали мости, випалювали і знищували пасовиська, перешкоджали забезпеченню війська продуктами харчування. М. Потоцький опинився в повній ізоляції, до неї додалося ще оточення Б. Хмельницьким польського табору — татарські та козацькі загони чатували на польське військо день і ніч. 
За оцінкою самого М. Потоцького, становище у польській армії визначалося такими факторами: 
1. Особовий склад найманих хоругв заявив, що строки вербовки їх закінчились, і вони підуть з табору.
2. Від голоду та хвороб, що виникли на ґрунті недоїдання, вимирала піхота.
3. Януш Радзивіл заявив, що він не може довго тут перебувати, оскільки залишив свій табір під Любечем і не знає, що діється на кордонах Литви.
4. За свідченням полонених, з Криму на допомогу Б. Хмельницькому днями прибуде з військом кримський хан.
5. Почався голод не тільки для коней, а й для всього особового складу війська.

На раді вирішили продовжити переговори з Б. Хмельницьким, щоб укласти з ним мирну угоду. Протягом 27 вересня були розглянуті всі умови договору, а наступного дня, 28 вересня 1651 р., відбулось його підписання. Б. Хмельницький і М. Потоцький присягнули на договорі.

## Наслідки
Було підписано Білоцерківський договір, який перекреслив надбання Зборовської угоди. Реєстр складався з 20 тис., а козаки мали право проживати тільки в Київському воєводстві. Той, хто був записаний у реєстр з іншого регіону, мусив переселитися в це воєводство. На всю іншу територію поверталася шляхта, а також польське військо. Б. Хмельницькому заборонялося мати зносини з іноземними державами.